# Pasqualino Abeti
Pasqualino Abeti (Correggio, 2 aprile 1948 – Correggio, 24 febbraio 2024) è stato un velocista italiano, quattro volte a podio in manifestazioni internazionali: una a livello individuale e tre con la staffetta 4×100 metri italiana.
Con Benedetti, Ossola e Mennea stabilì il primato mondiale della staffetta 4×200.

## Biografia
Nato a Correggio il 2 aprile 1948, corse dapprima per l'Unipol Reggio Emilia e poi per l'ALCO Rieti. Nel 1969 si mise in evidenza vincendo i campionati italiani assoluti sia sui 100 che sui 200 metri, impresa che ripeté anche nel 1975. Sempre nel 1969 partecipò ai campionati europei di Atene dove giunse settimo nella finale dei 200 metri. Due anni dopo arrivarono le prime medaglie internazionali, entrambe con la staffetta 4×100: bronzo agli Europei di Helsinki e oro ai Giochi del Mediterraneo di Smirne. 
Nel luglio 1972, sulla pista di Barletta, stabilì con Luigi Benedetti, Franco Ossola e Pietro Mennea il primato mondiale della staffetta 4×200 con il tempo di 1'21"5, battendo un quartetto misto USA/Trinidad che schierava in ultima frazione il futuro campione olimpico Hasely Crawford. Nello stesso anno partecipò alle Olimpiadi di Monaco di Baviera 1972, dove giunse settimo con la staffetta 4×100 mentre nella gara individuale dei 200 metri non andò oltre i quarti di finale. 
Dopo aver partecipato ai Campionati europei del 1974, venendo eliminato nelle batterie dei 400 metri, nel 1975 vinse altre due medaglie ai Giochi del Mediterraneo: bronzo sui 200 metri e oro con la staffetta 4×100.
Conquistò complessivamente nove titoli di campione italiano: sei outdoor (di cui quattro individuali e due con la staffetta) e tre indoor. Collezionò 30 presenze con la Nazionale.
Morì a Correggio il 24 febbraio 2024 all'età di 75 anni.

## Palmarès
| Anno | Manifestazione          | Sede     | Evento      | Risultato        | Prestazione | Note  |
| ---- | ----------------------- | -------- | ----------- | ---------------- | ----------- | ----- |
| 1971 | Europei                 | Helsinki | 4×100 m     | Bronzo           | 39"78       | [ 4 ] |
| 1971 | Giochi del Mediterraneo | Smirne   | 4×100 m     | Oro              | 39"7        | [ 4 ] |
| 1972 | Giochi olimpici         | Monaco   | 200 m piani | Quarti di finale | 21"00       | [ 5 ] |
| 1975 | Giochi del Mediterraneo | Algeri   | 200 m piani | Bronzo           | 21"30       | [ 4 ] |
| 1975 | Giochi del Mediterraneo | Algeri   | 4×100 m     | Argento          | 39"56       | [ 4 ] |

## Campionati nazionali
- ai Campionati italiani assoluti di atletica leggera, 100 metri piani (1969 e 1975)
- ai Campionati italiani assoluti di atletica leggera, 200 metri piani (1969 e 1975)
- ai Campionati italiani assoluti di atletica leggera indoor, 60 metri piani (1970)
- ai Campionati italiani assoluti di atletica leggera indoor, 200 metri piani (1980)
- ai Campionati italiani assoluti di atletica leggera indoor, 400 metri piani (1973)